# 동부 유구르어
동부 유구르어는 간쑤성의 소수민족인 유구르족 중 몽골어족 언어를 사용하는 집단의 언어이다. 전통적으로 같은 민족으로 분류되어 온 또다른 집단은 튀르크어족에 속하는 서부 유구르어를 사용한다.
화자 수는 약 4천 명이다. 많은 화자들이 몽골어의 내몽골 방언도 할 줄 안다고 전해진다. 유창한 구사자는 노인층에 한정되어 가고 있으며 젊은 화자들은 중국어의 영향을 크게 받고 있다.

## 같이 보기
- 서부 유구르어